# Clássico do Café (Vitória da Conquista)
Clássico do Café, também referido como clássico do Sudoeste e SECON, é o confronto clássico entre o Esporte Clube Primeiro Passo Vitória da Conquista e Serrano Sport Club. Essa rivalidade do futebol baiano opõe dois clubes da mesma cidade, Vitória da Conquista, e habitualmente se enfrentam no Estádio Lomanto Júnior.

## História
Fundado em 2005, o Vitória da Conquista é um clube mais novo que o Serrano, que foi fundado em 1979. Ambos chegaram a estar listados no mesmo grupo (o grupo B) da primeira fase da Segunda Divisão do Campeonato Baiano de Futebol Masculino de 2006 e, pelo formato da competição, as partidas foram entre os clubes do mesmo grupo para classificar à fase quadrangular e decidir o clube campeão[carece de fontes?] Contudo, o Serrano não conseguiu patrocínio e abrandou a competição sem disputar nenhuma partida (assim como o Real Salvador Esporte Clube). Nesta edição, o Vitória da Conquista foi campeão e passou a disputar a primeira divisão em 2007.[carece de fontes?] Enquanto isso, o Serrano continuou por alguns anos disputando a Segunda Divisão. Assim, o primeiro confronto em competição oficial não ocorreu nesse ano.
As primeiras partidas entre os clubes ocorreram finalmente na disputa pela Copa Governador do Estado da Bahia, durante a edição de 2010 e resultaram em empates em 1 a 1 (mando de campo do Vitória da Conquista) e 0 a 0 (mando do Serrano) no Estádio Lomanto Júnior.
Com o ascenso na Segunda Divisão de 2010 para a Primeira Divisão de 2011, o Serrano retornou à elite do futebol masculino estadual após sete anos fora. Dessa forma, o município de Vitória da Conquista passou a contar com dois clubes disputando o Campeonato Baiano de Futebol Masculino de 2011. Então, a primeira partida do clássico na Primeira Divisão do Campeonato Baiano de Futebol ocorreu no dia 6 de fevereiro de 2011, pela quinta rodada, no Estádio Lomanto Júnior, e terminou em novo empate sem gols. Os clubes estavam em grupos distintos, o Serrano na última posição do grupo 2 com 4 pontos e o Vitória da Conquista na quarta posição do grupo 1 com seis pontos; após a partida, ambos terminaram na quarta posição em seus respectivos grupos. Por outro lado, na partida de volta, no mesmo estádio, o Vitória da Conquista recebeu o Serrano e venceu por 3 a 2 no dia 20 de fevereiro.
Em 2014, o clássico se fez junto à disputa pelo terceiro lugar do Estadual Masculino de 2014. Foram dois jogos, com uma vitória para cada, mas a terceira posição na competição ficou com o Vitória da Conquista.

## Confrontos recentes
| Data                    | Mandante             | Placar | Visitante            | Estádio                            | Público | Competição           |                                       |
| ----------------------- | -------------------- | ------ | -------------------- | ---------------------------------- | ------- | -------------------- | ------------------------------------- |
| 1 de março de 2015      | Vitória da Conquista | 2 – 1  | Serrano-BA           | Estádio Lomanto Júnior             | 1 315   | Baiano 2015          | súmula borderô                        |
| 25 de outubro de 2014   | Vitória da Conquista | 2 – 0  | Serrano-BA           | Estádio Lomanto Júnior             | 315     | Copa Governador 2014 | súmula borderô                        |
| 6 de abril de 2014      | Vitória da Conquista | 3 – 2  | Serrano-BA           | Estádio Lomanto Júnior             | 189     | Baiano 2014          | súmula borderô                        |
| 3 de abril de 2014      | Serrano-BA           | 2 – 1  | Vitória da Conquista | Estádio Roberto Pereira de Almeida | 401     | Baiano 2014          | súmula borderô                        |
| 23 de março de 2014     | Serrano-BA           | 1 – 0  | Vitória da Conquista | Estádio Roberto Pereira de Almeida | 499     | Baiano 2014          | súmula borderô                        |
| 23 de fevereiro de 2014 | Vitória da Conquista | 3 – 0  | Serrano-BA           | Estádio Lomanto Júnior             | 1 850   | Baiano 2014          | súmula borderô                        |
| 27 de outubro de 2013   | Serrano-BA           | 1 – 0  | Vitória da Conquista | Estádio Roberto Pereira de Almeida | 278     | Copa Governador 2013 | súmula borderô                        |
| 6 de outubro de 2013    | Vitória da Conquista | 0 – 0  | Serrano-BA           | Estádio Lomanto Júnior             | 409     | Copa Governador 2013 | súmula borderô                        |
| 24 de fevereiro de 2013 | Serrano-BA           | 0 – 3  | Vitória da Conquista | Estádio Lomanto Júnior             | 1 991   | Baiano 2013          | súmula borderô                        |
| 18 de março de 2012     | Serrano-BA           | 0 – 0  | Vitória da Conquista | Estádio Lomanto Júnior             | 1 127   | Baiano 2012          | súmula borderô                        |
| 12 de fevereiro de 2012 | Vitória da Conquista | 3 – 0  | Serrano-BA           | Estádio Lomanto Júnior             | 1 722   | Baiano 2012          | súmula borderô                        |
| 12 de outubro de 2011   | Serrano-BA           | 1 – 2  | Vitória da Conquista | Estádio Lomanto Júnior             | 815     | Copa Governador 2011 | súmula borderô                        |
| 24 de setembro de 2011  | Vitória da Conquista | 1 – 1  | Serrano-BA           | Estádio Lomanto Júnior             | 619     | Copa Governador 2011 | súmula borderô                        |
| 20 de fevereiro de 2011 | Vitória da Conquista | 3 – 2  | Serrano-BA           | Estádio Lomanto Júnior             | 5 075   | Baiano 2011          | súmula borderô                        |
| 6 de fevereiro de 2011  | Serrano-BA           | 0 – 0  | Vitória da Conquista | Estádio Lomanto Júnior             | 5 352   | Baiano 2011          | súmula borderô                        |
| 10 de outubro de 2010   | Serrano-BA           | 0 – 0  | Vitória da Conquista | Estádio Lomanto Júnior             |         | Copa Governador 2010 | [súmula] [borderô][carece de fontes?] |
| 2 de outubro de 2010    | Vitória da Conquista | 1 – 1  | Serrano-BA           | Estádio Lomanto Júnior             |         | Copa Governador 2010 | [súmula] [borderô][carece de fontes?] |